# 崔晓峰 (1963年)
崔晓峰（1963年—），河南平舆人，汉族，中华人民共和国政治人物、第十一届全国人民代表大会河南地区代表。
毕业于开封医学高等专科学校，是中共党员。天方药业股份有限公司原董事长。2008年起担任全国人大代表。